# Tipula (Arctotipula) hirtitergata hirtitergata
Tipula (Arctotipula) hirtitergata hirtitergata is een ondersoort van de tweevleugelige Tipula (Arctotipula) hirtitergata uit de familie langpootmuggen (Tipulidae). De ondersoort komt voor in het Palearctisch gebied.